# Bendis aenaria
Bendis aenaria là một loài bướm đêm trong họ Noctuidae.